# Поліноми Лаґерра
Поліноми Лаґерра — ортогональні поліноми, названі на честь французького математика Едмона Лаґерра.

## Визначення
Поліномами Лаґерра називаються канонічні розв'язки диференційного рівняння
{\displaystyle x\,y''+(1-x)\,y'+n\,y=0\,}
що є лінійним диференційним рівнянням другого порядку і має несингулярний розв'язок лише для невід'ємних цілих n.
Для даних поліномів справедлива також явна формула Родрігеса:
{\displaystyle L_{n}(x)={\frac {e^{x}}{n!}}{\frac {d^{n}}{dx^{n}}}\left(e^{-x}x^{n}\right).}
Поліноми Лаґерра можна задати рекурсивно. Для цього слід взяти:
{\displaystyle L_{0}(x)=1\,}
{\displaystyle L_{1}(x)=1-x\,}
і визначити наступні поліноми за допомогою формули:
{\displaystyle L_{k+1}(x)={\frac {1}{k+1}}\left((2k+1-x)L_{k}(x)-kL_{k-1}(x)\right).}

## Приклади
Прикладами поліномів Лаґерра найменших степенів є:

Графіки поліномів Лаґерра.

| n | {\displaystyle L_{n}(x)\,}                                                                              |
| 0 | {\displaystyle 1\,}                                                                                     |
| 1 | {\displaystyle -x+1\,}                                                                                  |
| 2 | {\displaystyle {\scriptstyle {\frac {1}{2}}}(x^{2}-4x+2)\,}                                             |
| 3 | {\displaystyle {\scriptstyle {\frac {1}{6}}}(-x^{3}+9x^{2}-18x+6)\,}                                    |
| 4 | {\displaystyle {\scriptstyle {\frac {1}{24}}}(x^{4}-16x^{3}+72x^{2}-96x+24)\,}                          |
| 5 | {\displaystyle {\scriptstyle {\frac {1}{120}}}(-x^{5}+25x^{4}-200x^{3}+600x^{2}-600x+120)\,}            |
| 6 | {\displaystyle {\scriptstyle {\frac {1}{720}}}(x^{6}-36x^{5}+450x^{4}-2400x^{3}+5400x^{2}-4320x+720)\,} |

## Узагальнені поліноми Лаґерра
Узагальненими поліномами Лаґерра називаються поліноми визначені за допомогою узагальненої формули Родрігеса:
{\displaystyle f(x)=\left\{{\begin{matrix}x^{\alpha }e^{-x}/\Gamma (1+\alpha )&{\mbox{if}}\ x>0,\\0&{\mbox{if}}\ x<0,\end{matrix}}\right.}
Тоді звичайні поліноми Лаґерра є окремим випадком:
{\displaystyle E\left[L_{n}(X)L_{m}(X)\right]=0\ {\mbox{whenever}}\ n\neq m.}
Узагальнений поліном Леґерра степеня {\displaystyle n} також можна визначити за допомогою формули {\displaystyle L_{n}^{(\alpha )}(x)=\sum _{i=0}^{n}(-1)^{i}{n+\alpha  \choose n-i}{\frac {x^{i}}{i!}}}
Також виконуються рекурентні співвідношення:
{\displaystyle L_{n}^{(\alpha +\beta +1)}(x+y)=\sum _{i=0}^{n}L_{i}^{(\alpha )}(x)L_{n-i}^{(\beta )}(y),}
Зокрема
{\displaystyle L_{n}^{(\alpha +1)}(x)=\sum _{i=0}^{n}L_{i}^{(\alpha )}(x)} і {\displaystyle L_{n}^{(\alpha )}(x)=\sum _{i=0}^{n}{\alpha -\beta +n-i-1 \choose n-i}L_{i}^{(\beta )}(x)}, або {\displaystyle L_{n}^{(\alpha )}(x)=\sum _{i=0}^{n}{\alpha -\beta +n \choose n-i}L_{i}^{(\beta -i)}(x);}

### Приклади
Прикладами узагальнених поліномів Лаґерра найменших степенів є:
{\displaystyle L_{0}^{(\alpha )}(x)=1}
{\displaystyle L_{1}^{(\alpha )}(x)=-x+\alpha +1}
{\displaystyle L_{2}^{(\alpha )}(x)={\frac {x^{2}}{2}}-(\alpha +2)x+{\frac {(\alpha +2)(\alpha +1)}{2}}}
{\displaystyle L_{3}^{(\alpha )}(x)={\frac {-x^{3}}{6}}+{\frac {(\alpha +3)x^{2}}{2}}-{\frac {(\alpha +2)(\alpha +3)x}{2}}+{\frac {(\alpha +1)(\alpha +2)(\alpha +3)}{6}}}

## Ортогональність
Узагальнені поліноми Лаґерра є ортогональними на проміжку [0, ∞) з вагою xα e −x:
{\displaystyle \int _{0}^{\infty }x^{\alpha }e^{-x}L_{n}^{(\alpha )}(x)L_{m}^{(\alpha )}(x)dx={\frac {\Gamma (n+\alpha +1)}{n!}}\delta _{n,m},}
Для звичайних поліномів Лаґерра виконується рівність:
{\displaystyle \langle f,g\rangle =\int _{0}^{\infty }f(x)g(x)e^{-x}\,dx.}